# كريستيان بوتشي
كريستيان بوتشي (بالإيطالية: Cristian Bucchi)‏ (مواليد 13 فبراير 1977) مهاجم كرة قدم إيطالي يلعب حاليا لنادي نابولي في الدوري الإيطالي.
بدأ كريستيان بوتشي حياتة الكروية مع نادي الدرجة الثانية (Sambenedettese) عام 1995 وهو يبلغ من العمر 18 عاماً، حيث لعب معا فريقة 28 مباراة لأول موسم له ولم يسجل أي هدف له في أول موسم لعب فيه.

## روابط خارجية
- كريستيان بوتشي على موقع قاعدة بيانات كرة القدم.إي يو (الإنجليزية)
- كريستيان بوتشي على موقع عالم كرة القدم.نت (الإنجليزية)